# デイビッド・パターソン (計算機科学者)
デイビッド・アンドリュー・パターソン（David Andrew Patterson、1947年11月16日 - ）は、アメリカ合衆国の計算機科学者である。1976年からカリフォルニア大学バークレー校（UCB）の計算機科学教授を務めていた。2016年、パターソンは40年近く勤めたUCBを退職し、Googleのディスティングイッシュドエンジニアに就任することを発表した。現在は、RISC-V財団の理事会の副委員長とUCBの名誉教授も務めている。
パターソンはRISCプロセッサの設計において先駆的な研究で有名である。RISCという用語を作り、バークレーRISCプロジェクトを指揮した。2018年現在、新しいチップの99%はRISCアーキテクチャを採用している。また、Randy Katzと共同でRAIDストレージを開発したことでも有名である。
コンピューター・アーキテクチャに関する著書（ジョン・ヘネシーとの共著である）は、コンピュータ科学の教育で広く読まれている。パターソンは、ヘネシーとともに、RISCを共同で開発した業績により、2017年のチューリング賞を受賞した。

## 経歴
イリノイ州エバーグリーンパーク出身のデイビッド・パターソンは、カリフォルニア大学ロサンゼルス校（UCLA）で学士号（1969年）、修士号（1970年）、Ph.D.（1976年）を修得した（指導教授はDavid F. MartinとGerald_Estrinである）。

## 研究
ヘネシーとともにRISC (Reduced Instruction Set Computer) の有効性を定量的に示し、RISCをマイクロプロセッサのアーキテクチャにおける一大潮流とした。RISCという語を提案したのも彼であるとされる。1980年から、Carlo H. SequinとともにバークレーRISCプロジェクトを指揮し、レジスタ・ウィンドウと呼ばれる手法を導入した。バークレーRISCは、SPARCプロセッサなどの設計に影響を与えた。また、Randy KatzとGarth Gibsonとの共同研究で、RAIDを開発した。ネットワークで接続されたワークステーション群でコンピュータ・クラスターを構成するNetwork of Workstations（NOW）も開発している。

## 過去のポジション
UCB計算機科学部門の部門長とComputing Research Associationの長を務めた後、2003年から2005年までアメリカ大統領の情報技術諮問委員会の委員も務め、2004年から2006年までは、ACMの会長を務めた。
2011年まで行われた RAD Lab（Reliable Adaptive Distributed systems）プロジェクト、2010年まで行われた RAMP（Research Accelerator for Multiple Processors）プロジェクトに関与した。2013年には、Par Lab（Parallel Computing Laboratory）とAMP Lab（Algorithms, Machines, and People Laboratory）に所属して研究を行っていた。

## 受賞歴
ACMやIEEEから数々の賞を受賞しており、IEEEフェロー、全米技術アカデミー会員にも選ばれた。2005年、C&C賞をジョン・ヘネシーと共に受賞。シリコンバレー工学の殿堂入りも果たしている。2004年、C&C賞を受賞。2006年、アメリカ芸術科学アカデミーと全米科学アカデミーの会員にも選出され、Computing Research Association から Distinguished Service Award を授与された。
2007年に東京工科大学とカーネギーメロン大学の推薦及び選考により、片柳コンピュータ科学賞片柳優秀研究賞を授与された。また、同年コンピュータ歴史博物館およびアメリカ科学振興協会のフェローに選ばれた。
2008年、ACM Distinguished Service AwardとACM-IEEE Eckert-Mauchly Award を受賞し、その後も様々な賞を受賞している。
2018年3月21日、ジョン・ヘネシーとともに、RISCの開発により、2017年度のACMチューリング賞を受賞した。受賞理由は、「マイクロプロセッサ業界に永続的な影響を与えるコンピュータアーキテクチャの設計と評価への体系的で定量的なアプローチ（"a systematic, quantitative approach to the design and evaluation of computer architectures with enduring impact on the microprocessor industry"）に対する先駆的な業績」である。2022年チャールズ・スターク・ドレイパー賞を受賞した。

## 有名なPh.D.の学生
パターソンの下で博士号を取得した有名な人物には、以下のような人々がいる。
- ピーター・チェン - 実体関連モデルを考案。カーネギーメロン大学所属。
- David Ditzel - トランスメタ創業者。
- Garth A. Gibson - RAIDの共同開発者、Panasas（英語版）の設立者・CTO、カーネギーメロン大学教授。
- David Ungar - プログラミング言語 Self の設計者、現在はIBM研究所（英語版）の研究者。
- Christos Kozyrakis（英語版） - スタンフォード大学准教授。
- Robert Yung - PMC-SierraのCTO。

## 重要な著作

### 書籍
パターソンは7冊の共著を執筆しており、コンピューター・アーキテクチャに関するJohn L. Hennessyとの共著である、Computer Architecture: A Quantitative Approach（6つの版があり、最新版はISBN 0128119055である）とComputer Organization and Design RISC-V Edition: the Hardware/Software Interface（5つの版があり、最新版はISBN 978-0128122761である）が特に有名である。これらの本は、1990年以来、大学院および学部の授業で広く教科書として使用されている。最新の本はアンドリュー・ウォーターマンとのオープン・アーキテクチャーに関する共著で、RISC-V: The RISC-V Reader: An Open Architecture Atlas (1st Edition)（ISBN 978-0999249109）である。
- パターソン、ジョン・ヘネシー、Computer Architecture: A Quantitative Approach ISBN 0-12-370490-1
  - 富田眞治 他訳、『コンピュータ・アーキテクチャ』日経BP社、1992年。ISBN 4-8222-7152-8
- パターソン、ジョン・ヘネシー、Computer Organization and Design: the Hardware/Software Interface ISBN 1-55860-604-1
  - 成田光彰 訳、『コンピュータの構成と設計 第2版（上）』日経BP社、1999年。ISBN 4-8222-8056-X
  - 成田光彰 訳、『コンピュータの構成と設計 第2版（下）』日経BP社、1999年。ISBN 4-8222-8057-8

### 論文
- Patterson, David; Ditzel, David (1980). “The Case for the Reduced Instruction Set Computer”. ACM SIGARCH Computer Architecture News 8 (6):  5–33 2017年8月3日閲覧。.
- Patterson, David; Gibson, Garth; Katz, Randy (June 1988). “A Case for Redundant Arrays of Inexpensive Disks (RAID)”. SIGMOD '88: Proceedings of the 1988 ACM SIGMOD International Conference on Management of Data 17 (3):  109–116 2017年8月3日閲覧。.
- Michael Stonebraker; Randy Katz,David Patterson, John Ousterhout (1988). “THE DESIGN OF XPRS”. VLDB:  318–330 2015年3月25日閲覧。.
- Anderson, Thomas; Culler, David; Patterson, David (February 1995). “A Case for NOW (Networks of Workstations)”. IEEE Micro 15 (1):  54–64 2017年8月3日閲覧。.